# Голден-Траєнгел (Нью-Джерсі)
Голден-Траєнгел (англ. Golden Triangle) — переписна місцевість (CDP) в США, в окрузі Кемден штату Нью-Джерсі. Населення — 4769 осіб (2020).

## Географія
Голден-Траєнгел розташований за координатами 39°55′58″ пн. ш. 75°2′23″ зх. д. / 39.93278° пн. ш. 75.03972° зх. д. (39.932890, -75.039750).  За даними Бюро перепису населення США в 2010 році переписна місцевість мала площу 7,64 км², з яких 7,35 км² — суходіл та 0,29 км² — водойми.

## Демографія
Згідно з переписом 2010 року, у переписній місцевості мешкало 4145 осіб у 1665 домогосподарствах у складі 1002 родин. Густота населення становила 543 особи/км².  Було 1826 помешкань (239/км²).
Расовий склад населення:
| - 71,3 % — білих - 10,6 % — чорних або афроамериканців - 9,5 % — азіатів - 0,2 % — корінних американців - 0,1 % — вихідців з тихоокеанських островів - 5,3 % — осіб інших рас |

До двох чи більше рас належало 2,9 %. Частка іспаномовних становила 11,5 % від усіх жителів.
За віковим діапазоном населення розподілялося таким чином: 20,6 % — особи молодші 18 років, 61,3 % — особи у віці 18—64 років, 18,1 % — особи у віці 65 років та старші. Медіана віку мешканця становила 41,3 року. На 100 осіб жіночої статі у переписній місцевості припадало 91,9 чоловіків;  на 100 жінок у віці від 18 років та старших — 87,5 чоловіків також старших 18 років.
Середній дохід на одне домашнє господарство  становив 92 758 доларів США (медіана — 72 109), а середній дохід на одну сім'ю — 102 807 доларів (медіана — 82 865). Медіана доходів становила 52 969 доларів для чоловіків та 52 981 долар для жінок. За межею бідності перебувало 14,0 % осіб, у тому числі 18,3 % дітей у віці до 18 років та 15,4 % осіб у віці 65 років та старших.
Цивільне працевлаштоване населення становило 1828 осіб. Основні галузі зайнятості: освіта, охорона здоров'я та соціальна допомога — 19,1 %, мистецтво, розваги та відпочинок — 17,9 %, науковці, спеціалісти, менеджери — 16,6 %.